# Taekwondo aux Jeux africains de 1991
Navigation
Édition suivante
La compétition de  Taekwondo aux Jeux africains de 1991 est la première édition de ce sport aux Jeux africains. Elle a été précédée par une première apparition lors des Jeux africains de 1987, mais n’avait pas été prise en considération pour le classement général. L’Égypte, pays organisateur s’est taillé la part du lion avec 6 titres sur 8. La compétition s’est limitée aux épreuves masculines.  

## Tableau des médailles
| Rang  | Nation        | Or | Argent | Bronze | Total |
| ----- | ------------- | -- | ------ | ------ | ----- |
| 1     | Égypte        | 6  | 0      | 1      | 7     |
| 2     | Nigeria       | 1  | 1      | 3      | 5     |
| 3     | Ghana         | 1  | 1      | 1      | 3     |
| 4     | Lesotho       | 0  | 2      | 3      | 5     |
| 5     | Côte d'Ivoire | 0  | 2      | 1      | 3     |
| 6     | Kenya         | 0  | 1      | 3      | 4     |
| 7     | Libye         | 0  | 1      | 1      | 2     |
| 8     | Burkina Faso  | 0  | 0      | 2      | 2     |
| 9     | Swaziland     | 0  | 0      | 1      | 1     |
| Total | Total         | 8  | 8      | 16     | 32    |

## Podiums
| Épreuves                        | Or                                | Argent                           | Bronze                                              |
| ------------------------------- | --------------------------------- | -------------------------------- | --------------------------------------------------- |
| Moins de 50 kg Poids mi-mouches | Charles Hanson-Adu Ghana          | Steve Juba Kenya                 | Mohammad Sadik Nigeria Naha Kolisang Ghana          |
| Moins de 54 kg Poids mouches    | Mahmoud Shalaby Égypte            | Emmanuel Ogu Nigeria             | Amost Chembo Swaziland Assane Ndiaye Côte d'Ivoire  |
| Moins de 60 kg Poids coqs       | Khaled El-Hennawy Égypte          | Tokolo Zitani Lesotho            | Hubert Ouedraogo Burkina Faso Meftah Zayani Libye   |
| Moins de 64 kg Poids plumes     | Alaa Ismail Égypte                | Bashir Al-Sefao Libye            | Adamu Buba Nigeria Tau Molise Lesotho               |
| Moins de 70 kg Poids légers     | Sherif Abdelghaffar Égypte        | Philip Moshoeshoe Mokake Lesotho | Tenema Kolidiane Burkina Faso James Jackson Nigeria |
| Moins de 76 kg Poids welters    | Mohamed Rahim El-Kissky Égypte    | Patrice Remarck Côte d'Ivoire    | Samuel Tito Ghana Vaosnine Makoka Kenya             |
| Moins de 83 kg Poids moyens     | Yahya Kamal Allem Égypte          | Charles Bayou Côte d'Ivoire      | Martin Kamau Kenya Mzini Teboho Lesotho             |
| Plus de 83 kg Poids lourds      | Peter Emmanuel Oghenejobo Nigeria | Alex Russel Da Rocha Ghana       | Rashid Nyukuri Kenya Amr Khairy Égypte              |

## Source
- (ar) « Les sixièmes Jeux africains, Zimbabwe 1995 », Al-Ahram Sports, No 298, du 12 septembre 1995, (numéro spécial).